# Vodiriana
Vodiriana est une commune urbaine malgache située dans la partie sud-est de la région d'Alaotra-Mangoro.